# Pilcomayo
A Pilcomayo Dél-Amerika egyik jelentős folyója. Bolíviában ered, majd egy hosszú szakaszon határt képez Argentína és Paraguay között, mielőtt a Paraguay folyóba torkollik. 1870 előtt Paraguay még a folyó mindkét oldalát ellenőrizte, mígnem a hármas szövetség háborúját követően Argentína megszerezte az ország délnyugati részét és határ a Pilcomayo lett a két ország között.

## Földrajz
A Bolíviában, a fennsík keleti kordillerájában mintegy 4000 méteres tengerszint feletti magasságban eredő Pilcomayo a Paraguay egyik legjelentősebb mellékfolyója. Felső szakaszán, ahol évi 700 mm-nél csapadék eső éri a vízgyűjtőjét, hegyek között folyik, alsóbb szakaszán, az úgynevezett Chaco vidéken viszonylag sík területen kanyarog. Amikor eléri Argentínát, 40 km hosszan határt képez Bolívia és Argentína között, ezután pedig mintegy 600 km-en Argentína és Paraguay határán folyik.
A hegyi szakaszt elhagyva számos állandó vagy időszakos mocsár kíséri útját, néhol nincs is igazi folyómedre, illetve ami van, az is időről időre változtatja a helyét, mivel annyi üledéket rak le, hogy saját korábbi folyását elgátolja, és új utakat kell keresnie. Clorinda és Asunción között található torkolatánál, ahol szintén egyre több üledék rakódik le, több kisebb ágra ágazik szét, már-már olyan, mintha az egész folyó eltűnne. Vízjárása igen ingadozó, januártól áprilisig a legbővizűbb, de a vízmennyiség nagyban függ a bolíviai hó olvadásának ütemétől és az ugyanott lehulló csapadék időbeli eloszlásától.
Az úgynevezett nedves Chacóra mérsékelt szubtrópusi éghajlat jellemző, sok csapadékkal, forró nyarakkal, és mindössze évi 5–10 fagyos nappal. A növénytakarón az emberi beavatkozás nyomai érzékelhetők: pálmaerdők, legelők, mocsarak, szántóföldek és erdők kísérik a folyó útják. A félszáraz Chaco ezzel szemben nagyrészt erdővel és bozóttal borított, a régi folyómederben füves puszták terülnek el. A folyó mentén igen hosszan húzódnak galériaerdők. A Pilcomayo által időszakosan elárasztott vidékek, mocsarak igen jelentős madárvilággal bírnak. Megél itt a fehér gólya, a jabiru, a kék íbisz, az örvös csája, a sujtásos fütyülőlúd, az apáca-fütyülőlúd, a piroscsőrű fütyülőlúd, a bütykös fényréce és a pézsmaréce. A torkolathoz közeli részen, Argentína területén alakították ki a Pilcomayo Nemzeti Parkot.
A folyó környékén élő emberek (akik főként a vénhajek, a guaraní, a papiete, a csorete, a toba, a vicsi és a nivekle népekhez tartoznak) nemcsak halásznak benne (a szezon májusban kezdődik), hanem vizét rizs-, cirok- és gyümölcsültetvényeik öntözésére is felhasználják.

## Környezeti problémák
Miután az 1990-es években Argentína és Paraguay végrehajtotta az úgynevezett nadrág-tervet, amelynek során mintegy „nadrágszerűen” elágaztatva két mesterséges mederbe terelték a folyót (mindkét országnak egy-egy medret juttatva), az új állapot fenntartásához folyamatos kotrásra volt szükség. 2015-től kezdve azonban egyrészt a szárazabb időjárás miatt, másrészt mivel a medret kotró cég nem végezte el a munkáját, éveken át súlyos katasztrófa sújtotta a Pilcomayót: a folyó vízjárása teljesen megváltozott, sokhelyütt (főként a Paraguayi részeken) szinte teljesen kiszáradt, az állatok nagy számban elpusztultak. A helyiek egy része az itt élő ritka kajmánoknak úgy mentette meg az életét, hogy kisebb medencéket létesítettek nekik, amelybe tartálykocsikkal hordták a vizet. De a szárazság nem csak természetvédelmi problémát jelentett: a helyi indián közösségek életét is negatívan befolyásolta, hiszen nekik igen fontos megélhetési forrást jelentett a halászat. Bürokratikus akadályok miatt évekig nem történt semmi a helyzet javítása érdekében, csak 2017-ben született végül egyezség arról, hogy ki folytassa a munkákat, és mentse, ami még menthető.
Ugyancsak jelen van a folyó életében a vízszennyezés is: ennek fő forrásai a bolíviai Oruro és Chuquisaca ezüstben, ólomban, cinkben, ónban és aranyban gazdag térségében található bányák, amelyek jelentős része ráadásul illegálisan működik. 1996-ban például egy nagy bányabalesetben egy gátszakadás következtében 360 000 tonna bányahulladék került a folyóba. Egy 1999-es vizsgálat azt mutatta ki, hogy abban az időszakban a víz arzéntartalma ötezerszeresen meghaladta az Egészségügyi Világszervezet által ajánlott határértéket. A helyiek közül sokan tiltakoztak, tüntettek ugyan, de a bolíviai kormány csak 2014-ben kezdett el komolyabban foglalkozni a kérdéssel, amikor újabb gátszakadás következett be, ezúttal Canutillos térségében.